# مسکین‌آباد
مسکین‌آباد  جماعت و شهرکی در کشور تاجیکستان است که در ناحیهٔ فیض‌آباد ناحیه‌های تابع جمهوری قرار دارد. جمعیت این جماعت ۱۲۷۱۱ است.